# Mathieu Choinière
Mathieu Choinière (Saint-Jean-sur-Richelieu, 7 de febrero de 1999) es un futbolista canadiense. Juega de centrocampista y su equipo es Los Angeles F. C. de la Major League Soccer. Es internacional absoluto por la selección de Canadá desde 2023.

## Trayectoria
Choinière entró a las inferiores del Montreal Impact en 2011, y fue promovido al primer equipo en 2018, entonces llamado CF Montréal.
Se ganó la titularidad en el equipo en la temporada 2020.

## Selección nacional
El 13 de octubre de 2023 debutó en un amistoso frente a Japón.[cita requerida]

### Participaciones en Copas América
| Torneo            | Sede           | Resultado     | Partidos | Goles |
| ----------------- | -------------- | ------------- | -------- | ----- |
| Copa América 2024 | Estados Unidos | Cuarto puesto | 2        | 0     |

## Estadísticas
Actualizado al último partido disputado el 27 de mayo de 2025.
| Club                             | Div.          | Temporada     | Liga  | Liga  | Copas nacionales | Copas nacionales | Copas internacionales | Copas internacionales | Total | Total |
| Club                             | Div.          | Temporada     | Part. | Goles | Part.            | Goles            | Part.                 | Goles                 | Part. | Goles |
| -------------------------------- | ------------- | ------------- | ----- | ----- | ---------------- | ---------------- | --------------------- | --------------------- | ----- | ----- |
| CF Montréal · Canadá             | 1.ª           | 2018          | 5     | 0     | 1                | 0                | —                     | —                     | 6     | 0     |
| CF Montréal · Canadá             | 1.ª           | 2019          | 17    | 0     | 2                | 0                | —                     | —                     | 19    | 0     |
| CF Montréal · Canadá             | 1.ª           | 2020          | 0     | 0     | —                | —                | 0                     | 0                     | 0     | 0     |
| CF Montréal · Canadá             | 1.ª           | 2021          | 26    | 2     | 1                | 0                | —                     | —                     | 27    | 2     |
| CF Montréal · Canadá             | 1.ª           | 2022          | 27    | 2     | 2                | 0                | 2                     | 0                     | 31    | 2     |
| CF Montréal · Canadá             | 1.ª           | 2023          | 28    | 5     | 4                | 0                | 2                     | 1                     | 34    | 6     |
| CF Montréal · Canadá             | 1.ª           | 2024          | 17    | 2     | 2                | 0                | 3                     | 0                     | 22    | 2     |
| CF Montréal · Canadá             | Total club    | Total club    | 120   | 11    | 12               | 0                | 7                     | 1                     | 139   | 12    |
| Grasshoppers Suiza               | 1.ª           | 2024-25       | 18    | 1     | 0                | 0                | —                     | —                     | 18    | 1     |
| Grasshoppers Suiza               | Total club    | Total club    | 18    | 1     | 0                | 0                | 0                     | 0                     | 18    | 1     |
| Los Angeles F. C. Estados Unidos | 1.ª           | 2025          | 0     | 0     | —                | —                | 0                     | 0                     | 0     | 0     |
| Los Angeles F. C. Estados Unidos | Total club    | Total club    | 0     | 0     | 0                | 0                | 0                     | 0                     | 0     | 0     |
| Total carrera                    | Total carrera | Total carrera | 138   | 12    | 12               | 0                | 7                     | 1                     | 157   | 13    |

## Palmarés

### Títulos nacionales
| Título                | Club        | País   | Año  |
| --------------------- | ----------- | ------ | ---- |
| Campeonato Canadiense | CF Montréal | Canadá | 2019 |
| Campeonato Canadiense | CF Montréal | Canadá | 2021 |

## Vida personal
Su hermano mayor David también es futbolista.